# Södra arméfördelningen (1928–1936)
Södra arméfördelningen var en arméfördelning inom svenska armén som verkade i olika former åren 1928–1936. Förbandsledningen var förlagd i Helsingborgs garnison i Helsingborg.

## Ingående trupper
År 1931 bestod arméfördelningen av följande förband:

- Norra skånska infanteriregementet (I 6)
- Södra skånska infanteriregementet (I 7)
- Kronobergs regemente (I 11)
- Kronobergs regementes detachement i Karlskrona (I 11 K)
- Hallands regemente  (I 16)
- Skånska kavalleriregementet  (K 2)
- Wendes artilleriregemente  (A 3)
- Göta ingenjörkårs detachement i Karlskrona (Ing 2 K)
- Skånska trängkåren  (T 4)

## Arméfördelningsområde
År 1931 omfattade Södra arméfördelningsområdet inskrivningsområdena Malmöhus södra, Malmöhus norra, Halland, och Kronoberg.

## Förbandschefer

### Arméfördelningschefer
- 1928–1935: Axel A:son Sjögreen
- 1935–1936: Per Sylvan

### Brigadchefer
- 1928–1933: Axel Lyström
- 1933–1936: Ludvig Falkman

## Namn och förläggningsort
| Södra arméfördelningen | 1928-01-01 | – | 1936-12-31 |

| Helsingborgs garnison | 1928-01-01 | – | 1936-12-31 |